# Christina Angel
Christina Angel (* 1. August 1971 in Dayton, Ohio als Jill Christina Mardis) ist eine ehemalige US-amerikanische Pornodarstellerin.

## Karriere
Christina Angel gab 1993 ihr Debüt in der Pornobranche und war bis 2002 aktiv. Sie spielte laut IAFD in 111 Filmen mit.
1996 trat sie in der Howard-Stern-Show auf.
Christina Angel arbeitete unter anderen für Evil Angel, Elegant Angel, Red Board Video und Forbidden Films.
Im Jahr 1995 konnte Christina Angel in den Kategorien Best Tease Performance und Best Couples Sex Scene, Film zwei AVN Awards gewinnen.

## Filmografie (Auswahl)
- 1994: Dog Walker
- 1995: Angel Baby
- 1995: Angel Eyes
- 1997: Liquid Lust Two
- 1998: Girls Home Alone 3
- 2002: Deep Inside Alex Jordan

## Auszeichnungen & Nominierungen
- 1995: AVN Award – Best Tease Performance – Dog Walker
- 1995: AVN Award – Best Couples Sex Scene, Film – Dog Walker